# Фил Дејвис
Филип „Фил“ Дејвис (енгл. Phillip „Phil“ Davis); (4. март 1906, Сент Луис, Мисури, САД–16. децембар 1964) је био амерички цртач, најпознатији као један од креатора стрипа Мандрак.
За цртање се почео интересовати са шест година. „Био сам луд за парадама“ - присећа се Дејвис. „Нацртао сам сваку параду коју сам видео. Моји родитељи ме нису ни подржавали ни спутавали, већ су једноставно прихватили моју злехуду судбину.“
Дејвисов први професионални уметнички рад везан је за дневне новине „Сент Луис пост диспеч“ у којима је 1928. започео рад на цртању реклама и огласа. Истовремено је цртао илустрације и насловне стране за неколико часописа, а стално запослење нашао је у издавачкој кући Кинг фичерс синдикејт.
У Кинг фичерсу сусреће писца Лија Фолка с којим 1933. ствара лик мађионичара Мандрака. Један од Дејвисових асистената на цртању Мандрака био је Реј Мур, који је касније постао главни цртач Фантома, Фолковог другог стрипа.
За време Другог светског рата Дејвис је радио као уметнички директор у једној авио-компанији у којој је највећим делом осмислио и нацртао приручник за управљање бомбардером А-25. Некако у исто време, његова супруга Марта, талентована модна креаторка, постала је Дејвисов сарадник на цртању Мандрака.
Фил Дејвис је умро 16. децембра 1964. од последица срчаног удара.